# キャリアオイル
キャリアオイル（Carrier oil）は、アロマセラピーにおいて、主に精油（エッセンシャル・オイル）を希釈するための植物油である。マッサージオイルを作る際に使われる二次的原料と言うことができる。エッセンシャルオイルは基本的に非常に高濃度であって希少であり、原液のままでは強すぎて皮膚に直接使用することができない。

## キャリアという名の由来
精油の成分を体の中まで「運ぶ」という意味で、「キャリア（運搬するもの）」の名前がつけられた。キャリアオイルは別名、ベースオイルやプラントオイルと呼ばれることもある。ただし、ベースオイルという呼称については、普通は精油をベースにしてキャリアオイルの種類を考えて選ぶため、イメージとして逆である。

## 主なキャリアオイル

### 液体ワックス系（一般的なもの）
ホホバオイル
液体ワックス。主にアメリカの砂漠地帯で栽培される、シモンジア科植物のホホバの種子から採取したオイル。キャリアオイルとしては最も一般的で安価である。ベタつかず浸透力・保湿力に優れているとされる。低温で固まる。色は無色 - 黄色。

### 油脂系
スイートアーモンド油
油脂。皮膚を柔らかくする効果があるとされる。ビタミン、ミネラルなどを比較的多く含む。化粧品の材料としても使われる。無臭。ごく薄い黄色味を帯びている。
グレープシードオイル
油脂。ブドウの種から採取した、ビタミンに富むオイル。皮膚への刺激が少なく、日持ちも良いとされる。使いやすいオイル。色は無色透明。緑味がかった透明である場合もあるが、それは食用にされることが多い。
オリーブ油
油脂。オリーブの実からとれる。色は淡黄色～淡黄緑色。医療にも使われる。
マカダミアナッツ油
油脂。マカダミアナッツの種子からとれる。人の皮脂に似た脂肪酸を多く含むので、スキンケアに向く。

## その他のキャリアオイル
小麦胚芽オイル
ビタミンEを豊富に含み、血行を促進する効果があり、皮膚の老化防止にも良いとされる。日持ちが良いため、他のキャリアオイルに一割ほど混ぜて使用することもある。色は透明な黄色。
植物性スクワラン
飽和炭化水素。オリーブ油から作られる。無色無臭。